# Katekizem
Katekízem (grško starogrško κατηχισμός [katehismos], latinsko catechismus) je seznam verskih resnic, ki se uporablja pri verskem pouku v različnih krščanskih Cerkvah. Katekizem je pogosto sestavljen v obliki priročnika z vprašanji in odgovori.
V prvotnem pomenu je katekizem pomenil zbirko vprašanj, na katera so morali znati odgovoriti katehumeni, če so želeli prejeti krst. Pozneje se je ime začelo uporabljati splošneje - za splošno zbirko vprašanj in odgovorov v zvezi s krščansko vero. Tudi danes morajo v Rimskokatoliški Cerkvi kandidati za prejem birme odgovarjati na vprašanja o veri. Podobno velja za kandidate za prejem konfirmacije v Evangeličanski Cerkvi.

## Kompendij
Kompendij Katekizma katoliške Cerkve je strnjen povzetek Katekizma katoliške Cerkve. Vsebuje vse bistvene in temeljne prvine vere Cerkve v jedrnati obliki. Kompendij je bil pripravljen na željo papeža Janeza Pavla II. in objavljen leta 2005, pod vodstvom papeža Benedikta XVI. Namenjen je tako verujočim kot neverujočim, da dobijo bistvene informacije o katoliški veri.

## Katekizem za mlade
Mladini nad 14 let je v Rimskokatoliški cerkvi prilagojen Katekizem Katoliške cerkve za mlade, z imenom Youcat.

## Pomembnejši katekizmi:
- Lutrov Mali katekizem in Veliki katekizem sta izšla leta 1529-1530.
- Trubarjev Katekizem iz leta 1550 je bil prva knjiga tiskana v slovenščini.
- Rimski katekizem je katoliška Cerkev izdala leta 1566 po Tridentinskem koncilu.
- Novi Katekizem katoliške Cerkve je leta 1992 objavil papež Janez Pavel II.[2]

Včasih se izraz katekizem uporablja tudi za zbirko verskih resnic kakšne druge (nekrščanske) vere.